# 死亡摇滚
死亡摇滚（英語：Deathrock）是朋克搖滾的一种子类型，将恐怖元素、阴暗哥特式的舞台效果融合在了一起。它最初出现在1980年代早期的美國西岸，与哥德搖滾有关。